# Carta (topologia)
Em topologia uma carta de um espaço topológico é um homeomorfismo entre um subconjunto desse espaço e um conjunto considerado simples.